# 安積団
安積団（あさかだん）は、815年から10世紀まで日本の陸奥国に置かれた軍団の一つである。安積郡に置かれたと推定されるが、正確な位置は不明である。

## 歴史
陸奥国には8世紀に複数の軍団が置かれたが、安積団がその中にあったかは不明である。弘仁2年（811年）以降は存在せず、弘仁6年（815年）8月に陸奥国が4個軍団を増やしたときに、安積団が設置された。以後、陸奥国では6団6000人が6交代制で常時1000人の兵力を駐屯地に維持することになった。安積団の兵士は、白河団・行方団とともに3軍団で常時500人を多賀城の国府に駐屯させたようである。この時の定員は、標準的な各団1000人であろう。
後に磐城団が増設されて7団7000人となり、承和10年（843年）に1000人を増員して7軍団に割りふった。安積団の増員後の兵力は不明だが、引き続き多賀城の守備にあたった。
年代不明だが、多賀城跡の外郭を画す大溝の中から、安積団会津郡の兵士が交代勤務を終えて玉前関を通って会津に帰ることを報告した木簡が見つかっている。正確には報告書を書くための習書で、多賀城で書かれて廃棄されたらしい。交代勤務を実例で示すものであり、中通りの安積団が会津まで徴兵区としていたこともわかり、他の軍団の配置と考え合わせ、安積郡・信夫郡・会津郡の3郡の兵士で安積団を作ったのであろう。
10世紀に編まれた延喜式にも陸奥国に7団を置くことが規定されており、軍団の構成は変わらなかったと考えられる。11世紀までに廃絶した。